# Нуэй
Нуэ́й (фр. Noueilles, окс. Navelhas) — коммуна во Франции, находится в регионе Юг — Пиренеи. Департамент — Верхняя Гаронна. Входит в состав кантона Монжискар. Округ коммуны — Тулуза.
Код INSEE коммуны — 31401.

## География

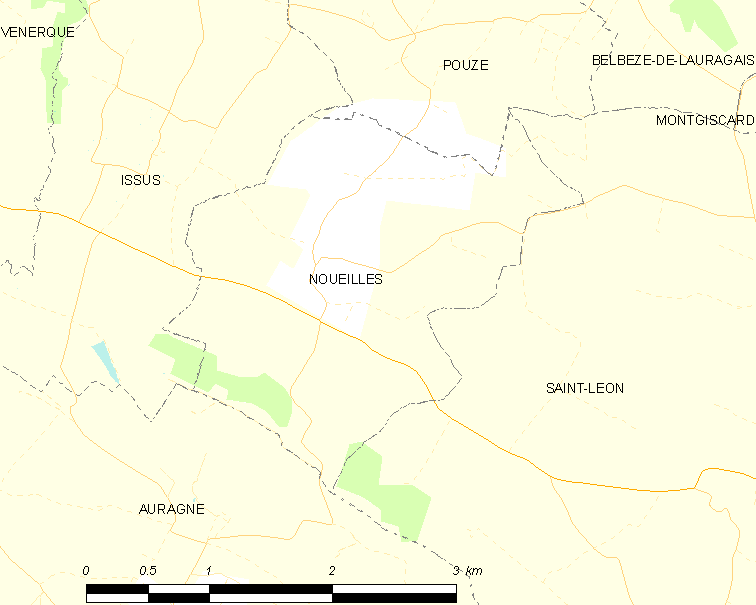
Карта коммуны

Коммуна расположена приблизительно в 610 км к югу от Парижа, в 22 км к югу от Тулузы.

## Климат
Климат умеренно-океанический. Зима мягкая и снежная, весна характеризуется сильными дождями и грозами, лето сухое и жаркое, осень солнечная. Преобладают сильные юго-восточные и северо-западные ветры.

## Население
Население коммуны на 2010 год составляло 335 человек.
| 1962 | 1968 | 1975 | 1982 | 1990 | 1999 | 2010 |
| ---- | ---- | ---- | ---- | ---- | ---- | ---- |
| 127  | 108  | 131  | 129  | 168  | 234  | 335  |

## Администрация
| Период | Период | Фамилия        | Партия | Примечания |
| ------ | ------ | -------------- | ------ | ---------- |
| 2001   | 2008   | Анри Шаландон  |        |            |
| 2008   | 2014   | Жан-Люк Кароль |        |            |
| 2014   | 2020   | Сильвер Ви     |        |            |

## Экономика
В 2010 году среди 223 человек трудоспособного возраста (15—64 лет) 187 были экономически активными, 36 — неактивными (показатель активности — 83,9 %, в 1999 году было 77,0 %). Из 187 активных жителей работали 178 человек (93 мужчины и 85 женщин), безработных было 9 (3 мужчин и 6 женщин). Среди 36 неактивных 17 человек были учениками или студентами, 8 — пенсионерами, 11 были неактивными по другим причинам.

## Достопримечательности
- Церковь Св. Петра